# Hercostomus emeiensis
Hercostomus emeiensis är en tvåvingeart som beskrevs av Yang 1997. Hercostomus emeiensis ingår i släktet Hercostomus och familjen styltflugor. Inga underarter finns listade i Catalogue of Life.